# Овањска
Овањска је насељено мјесто у општини Оштра Лука, Република Српска, БиХ. Према попису становништва из 1991. у насељу је живјело 247 становника.

## Становништво
| Демографија | Демографија | Демографија |
| Година      | Становника  | Становника  |
| ----------- | ----------- | ----------- |
| 1961.       | 511         |             |
| 1971.       | 476         |             |
| 1981.       | 315         |             |
| 1991.       | 249         |             |